# Lill-Grundträsket (zuid)
Het Lill-Grundträsket, diep moeras, is een meer in Zweden, in de gemeente Överkalix. Het meer sluit in het zuiden op het Djupträsket aan en meet ongeveer anderhalve bij een kilometer. 